# Vărba, Smolean
Vărba (în bulgară Върба) este un sat în comuna Madan, regiunea Smolean,  Bulgaria. 

## Demografie
Componența etnică a satului Vărba
     Turci (13,79%)
     Bulgari (86,2%)
     Nicio identificare (0%)
     Altele (0%)
La recensământul din 2011, populația satului Vărba era de 29 locuitori. Din punct de vedere etnic, majoritatea locuitorilor (86,2%) erau bulgari, cu o minoritate de turci (13,79%). Pentru 0% din locuitori nu este cunoscută apartenența etnică.